# Șimnicu de Sus
Şimnicu de Sus é uma comuna romena localizada no distrito de Dolj, na região de Oltênia. A comuna possui uma área de 57.83 km² e sua população era de 4217 habitantes segundo o censo de 2007.